# U-57 (1938)
U-57 — малая подводная лодка типа IIC, времён Второй мировой войны. Заказ на постройку был отдан 17 июня 1937 года. Лодка была заложена на верфи судостроительной компании Deutsche Werke, Киль 14 сентября 1937 года под заводским номером 256. Спущена на воду 3 сентября 1938 года. 29 декабря 1938 года принята на вооружение и, под командованием обер-лейтенанта цур зее Клауса Корта вошла в состав 5-й флотилии.

## История службы
Совершила 11 боевых походов, потопила 13 судов (48 053 брт), 1 вспомогательное военное судно (8 240 брт), повредила 2 судна (20 594 брт).

### Судьба
3 сентября 1940 года U-57 в районе с координатами 53°53′ с. ш. 09°09′ в. д. столкнулась с норвежским пароходом «Рона» и затонула. 6 членов экипажа погибли, 19 спаслись. Впоследствии лодка была поднята и 11 января 1941 года снова введена в строй. Использовалась как учебная в составе 22-й и 19-й флотилий. 3 мая 1945 года затоплена экипажем в порту города Киль.

## Командиры
- 29 декабря 1938 года — 4 июня 1940 года — обер-лейтенант цур зее (с 1 ноября 1939 года капитан-лейтенант) Клаус Корт (нем. Oberleutnant zur See Claus Korth) (Кавалер Рыцарского Железного креста)
- 5 июня 1940 года — 15 сентября 1940 года — обер-лейтенант цур зее Эрих Топп (нем. Oberleutnant zur See Erich Topp) (Кавалер Рыцарского Железного креста)
- 11 января 1941 года — 16 мая 1943 года — обер-лейтенант цур зее Вильгельм Эйзеле (нем. Oberleutnant zur See Wilhelm Eisele)
- 17 мая 1943 года — 31 июля 1944 года — лейтенант цур зее (с 1 октября 1943 года обер-лейтенант цур зее) Вальтер Ценкер (нем. Leutnant zur See Walter Zenker)
- 1 августа 1944 года — 3 мая 1945 года — лейтенант цур зее (с 1 января 1945 года обер-лейтенант цур зее) Петер Кюль (нем. Leutnant zur See Peter Kühl)

## Флотилии
- 29 декабря 1938 года — 31 декабря 1939 года — 5-я флотилия (учебная)
- 1 января 1940 года — 3 сентября 1940 года — 1-я флотилия (боевая служба)
- 11 января 1941 года — 30 июня 1944 года — 22-я флотилия (учебная)
- 1 июля 1944 года — 3 мая 1945 года — 19-я флотилия (учебная)

## Потопленные суда
| Название          | Тип              | Принадлежность | Дата                 | Тоннаж (брт) | Груз                                                                     | Судьба                                        | Место                     |
| ----------------- | ---------------- | -------------- | -------------------- | ------------ | ------------------------------------------------------------------------ | --------------------------------------------- | ------------------------- |
| Kaunas            | грузовое судно   | Литва          | 17 ноября 1939 года  | 1 566        | в балласте                                                               | потоплен                                      | 52°05′ с. ш. 02°30′ в. д. |
| Stanbrook         | грузовое судно   | Великобритания | 19 ноября 1939 года  | 1 383        | в балласте                                                               | потоплен                                      | 51°21′ с. ш. 02°55′ в. д. |
| Mina              | грузовое судно   | Эстония        | 13 декабря 1939 года | 1 173        | в балласте                                                               | потоплен                                      | 52°24′ с. ш. 01°59′ в. д. |
| Miranda           | грузовое судно   | Норвегия       | 20 января 1940 года  | 1 328        | уголь                                                                    | потоплен                                      | 58°14′ с. ш. 02°05′ з. д. |
| RMS Durham Castle | Плавучая казарма | Великобритания | 26 января 1940 года  | 8 240        | ?                                                                        | подорвался на мине и затонул                  | 57°46′ с. ш. 03°45′ з. д. |
| Gretafield        | танкер           | Великобритания | 14 февраля 1940 года | 10 191       | 13000 т топливной нефти                                                  | горел несколько дней, затонул только 19 марта | 58°27′ с. ш. 02°33′ з. д. |
| Loch Maddy        | грузовое судно   | Великобритания | 21 февраля 1940 года | 4 996        | 2000 т зерна, 6000 т древесины и самолёт                                 | повреждён                                     | 58°07′ с. ш. 02°39′ з. д. |
| Daghestan         | танкер           | Великобритания | 25 марта 1940 года   | 5 742        | 7600 т сырой нефти                                                       | потоплен                                      | 58°47′ с. ш. 02°46′ з. д. |
| O.A. Brodin       | грузовое судно   | Швеция         | 17 июля 1940 года    | 1 960        | 2665 т древесины и древесной массы                                       | потоплен                                      | 59°22′ с. ш. 03°40′ з. д. |
| Manipur           | грузовое судно   | Великобритания | 17 июля 1940 года    | 8 652        | генеральный груз, включающий железо, сталь, лес, медь, цинковые пластины | потоплен                                      | 58°41′ с. ш. 05°14′ з. д. |
| Atos              | грузовое судно   | Швеция         | 3 августа 1940 года  | 2 161        | 1700 т генерального груза                                                | потоплен по ошибке                            | 56°00′ с. ш. 7°00′ з. д.  |
| Havildar          | грузовое судно   | Великобритания | 24 августа 1940 года | 5 407        | 4000 т генерального груза                                                | повреждён                                     | 55°39′ с. ш. 07°18′ з. д. |
| Cumberland        | грузовое судно   | Великобритания | 24 августа 1940 года | 10 939       | 9000 т генерального груза, включающего металл                            | потоплен                                      | 55°44′ с. ш. 07°32′ з. д. |
| Saint Dunstan     | грузовое судно   | Великобритания | 24 августа 1940 года | 5 681        | в балласте                                                               | потоплен                                      | 55°44′ с. ш. 07°32′ з. д. |
| Pecten            | танкер           | Великобритания | 25 августа 1940 года | 7 468        | 9546 т топливной нефти для Адмиралтейства                                | потоплен                                      | 56°22′ с. ш. 07°55′ з. д. |